# Pedro Aznar
Pour les articles homonymes, voir Aznar.
Pedro Aznar né en 1959 à Buenos Aires, est un bassiste, chanteur et compositeur argentin. Influencé par le jazz, la musique traditionnelle argentine et le rock, il est l'un des musiciens de rock argentin les plus prolifiques.
Son jeu de basse fretless est notamment inspiré de Jaco Pastorius.

## Jeunesse
C'est à 7 ans, en écoutant l'album « Revolver » des Beatles, qu'il se tourne vers la musique[réf. nécessaire].
En 1978, Pedro forme le groupe de rock Serú Girán avec Charly García, David Lebón et Oscar Moro. 
Serù Girán est un groupe majeur du rock argentin, auprès de Manal, Almendra ou Pescado Rabioso.

## Carrière
Multi-instrumentiste reconnu aux États-Unis, Pedro rejoint le Pat Metheny Group en 1983. Il parcourt le monde et gagne 3 Grammy award avec Pat Metheny, Lyle Mays, Steve Rodby et Paul Wertico en 1984 pour le disque First Circle.
En 1991, son album Tango 4, en duo avec Charly García devient disque de platine, et l'Association Argentine des Critiques lui décerne le titre de meilleur album de rock de l'année. En 1990, il produit l'album Mujer contra mujer de Sandra Mihanovich et Celeste Carballo,.
Pedro Aznar a enregistré depuis 10 albums solo, une centaine d’albums en tant que bassiste, producteur ou chanteur, et des centaines d’heures de musiques de film.